# جیسون مک گر
جیسون مک گر (انگلیسی: Jason McGerr؛ زادهٔ ۱ ژانویهٔ ۲۰۰۰) موسیقی‌دان اهل ایالات متحده آمریکا است. وی از سال ۱۹۹۶ میلادی تاکنون مشغول فعالیت بوده‌است.